# ランビキ
ランビキまたは兜釜式焼酎蒸留器(かぶとがましき しょうちゅう じょうりゅうき)は、日本で江戸時代に薬油や酒類などを蒸留するのに用いた器具。「羅牟比岐」、「らむびき」、「蘭引」、「らんびき」とも表記される。
この蒸留器具の原型は、9世紀のイスラム帝国宮廷学者ジャービル・イブン＝ハイヤーンが発明したとされるアランビック蒸留器で、「ランビキ」という日本での呼称もこれに由来する。ただし、ヨーロッパで用いられたアランビック蒸留器（英語: Alembic）とは形状が異なり、三段重ねの構造となっているのが特徴である。この蒸留器具の日本への伝達経路や時期については不明な点が多く残っている。

## 名称
ギリシャ語で、空冷する「くちばし」を意味する ἄμβιξ / ambix が、アラビア語に入り  الأنبيق / al-'anbiq となり、ここからポルトガル語で alambique という呼称が生まれた。

## 構造

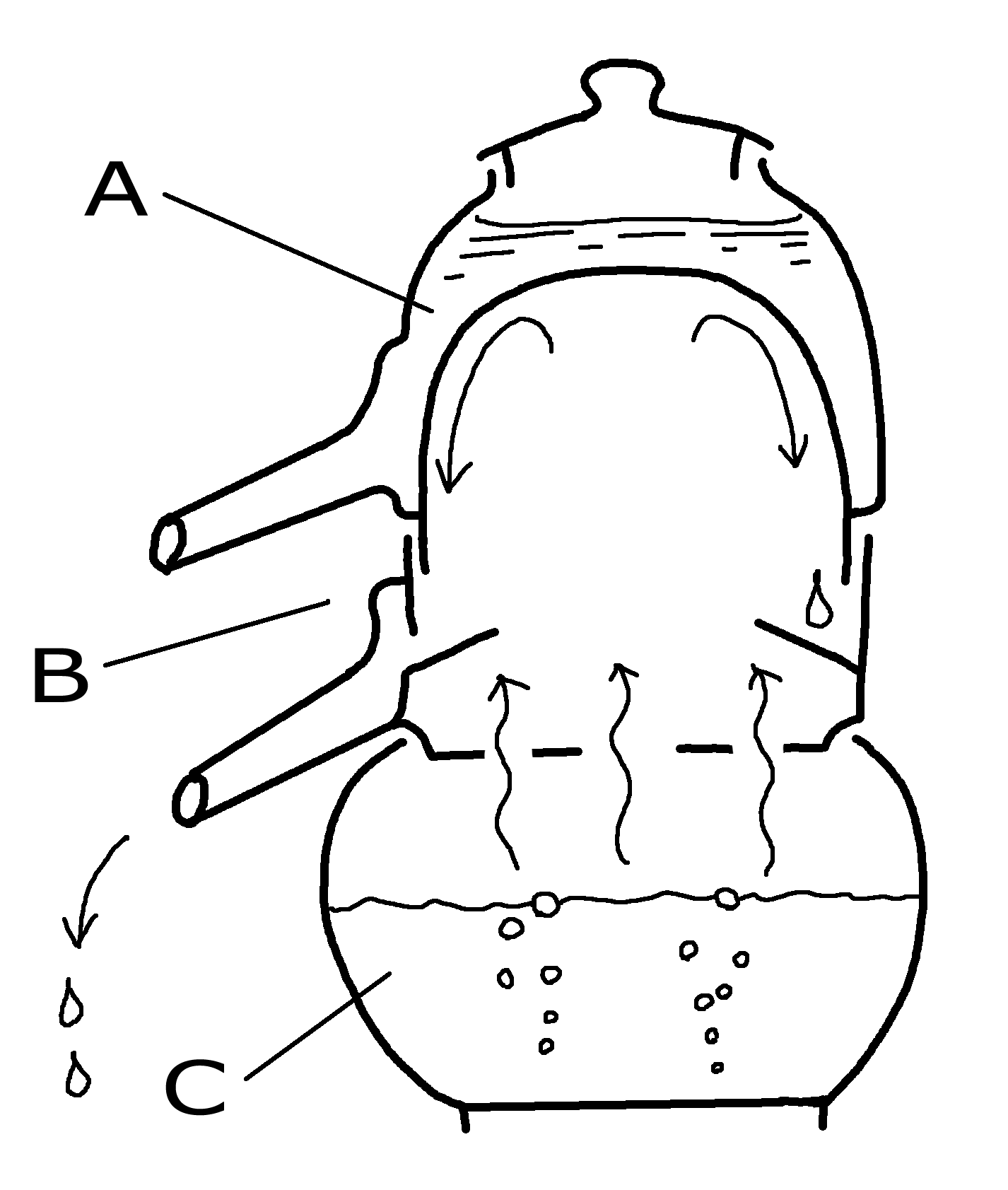
ランビキの断面模式図
A：冷却槽
B：回収槽
C：加熱槽

ランビキとは、「熱水蒸留法」のための3段重ねの装置である。最下段は抽出原料と水を入れて加熱する「加熱槽」（蒸留槽）で、ここから水蒸気と共に上昇する精油成分が、冷水が入っている最上段の「冷却槽」の底で冷やされ、「露」として中段の「回収槽」の樋に溜まり、管を通ってフラスコなどの容器に流れ込む。この回収槽自体は古代ギリシャ人の発明だったが、アラブ人がそれに冷却装置を加えたので、ヨーロッパでは「ムーア人の頭」（Caput Mauri = Moor's head）として知られていた。また、ユーラシア大陸での蒸留器の発展史を見るとMoor's headとモンゴルや中国で利用された蒸留器との違いは一目瞭然で、ランビキが南方経由で日本に伝わったとの説を後押ししている。

## 歴史的背景
日本で見られるランビキの多くは陶製だが、内藤記念くすり博物館（岐阜県各務原市）などには銅製のものも保管されている。武雄市歴史資料館（佐賀県武雄市）には、武雄邑第28代領主（佐賀藩重臣）鍋島茂義の御庭焼の窯で焼かれた豪華な磁器製ランビキが所蔵されているが、これは例外的なものである。江戸時代には植物精油や化粧用香油水及び蒸留酒を製造するために、医家や薬種屋、上流家庭の茶席などで使われた。陶製のランビキは40〜50センチ程度の大きさで、大量に製造するには適していない。
日本における蒸留器の歴史にはいまだ不明な点が多く残っている。中国の宋代に刊行された『金華冲碧丹経祕旨』は、絵図を交えながら様々な容器、釜、冷却装置を描写しているが、それらの情報が日本にまで届いた形跡は見つかっていない。 日本での蒸留器の出現はこのような煉丹術とは無縁であり、むしろ焼酎の導入と関係があるようだ。 宗田一らによると16世紀には焼酎とその製造法がまず琉球王国に到来したとされている。すでに永禄2年（1559年）に薩摩で焼酎が蒸留された可能性があるが、遅くとも17世紀初頭の薩摩藩の琉球侵攻により薬用の泡盛が本格的に江戸、京都などに広まった。
1549年以降日本で活躍していたポルトガル人も蒸留酒の普及に貢献した可能性が高い。現存する南蛮流外科の文書を見れば、彼らは「アラキ酒」を木綿に浸して傷を洗うことを紹介し、アルコールの外用的使用を導入したようだ。しかし、蒸留酒に関する記述が所々に確認できるとはいえ、その製造法を具体的に示す資料は大変乏しいと言わざるを得ない。
江戸時代に広く利用されたランビキという蒸留器がいつ頃出現したかは明らかではない。文書資料での登場は比較的遅い。この名前が示された出版物としては貞享3年（1686年）に俳諧三つ物の多数板行で著名な井筒屋庄兵衛が刊行した『貞享三ツ物』が最初のもののようだ。
「おなし山の西なるは、花ランビキの露とる家にて」
平賀源内『物類品隲』など、18世紀の文書ではランビキは「阿蘭陀人」と関連づけられている（蘭引、蘭曳）。